# Goce Georgievski
Goce Georgievski, né le 12 février 1987 à Skopje, est un joueur de handball macédonien évoluant au poste d'ailier droit.

## Palmarès

### En club
compétitions nationales
- champion de Macédoine en 2008, 2010, 2011 et 2014
- vainqueur de la coupe de Macédoine en 2007, 2010, 2011 et 2013
- Vice-champion de Roumanie en 2017

compétitions internationales
- vainqueur de la Coupe Challenge en 2019

### En équipe nationale
Championnats d'Europe
- 10e place au Championnat d'Europe 2014,  Danemark
- 11e place au Championnat d'Europe 2016,  Pologne
- 11e place au Championnat d'Europe 2018,  Croatie

Championnats du monde
- 14e place au Championnat du monde 2013,  Espagne
- 9e place au Championnat du monde 2015,  Qatar
- 15e place au Championnat du monde 2017,  France
- 15e place au Championnat du monde 2019,  Danemark et  Allemagne